# Orbite de Molnia

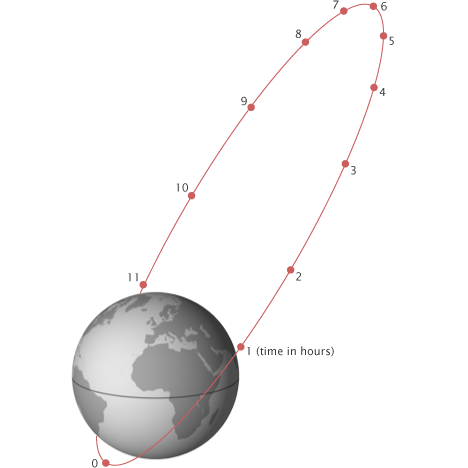
Orbite de Molnia.

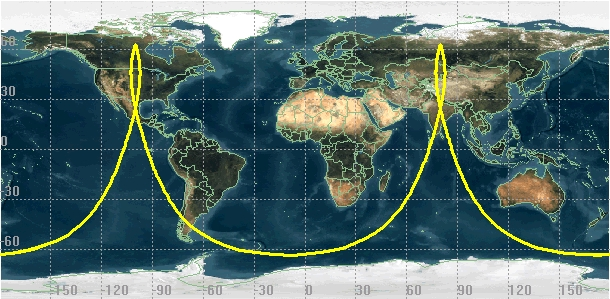
Trace au sol d'un satellite circulant sur une orbite de Molnia

Comparaison de l'orbite de Molnia et de l'orbite géostationnaire

Pour les articles homonymes, voir Molnia.
L'orbite de Molnia ou Molniya (en russe, молния, « foudre ») est une catégorie d'orbites très elliptiques, d'une période de 12 heures, inclinée à 63,4° par rapport au plan de l'équateur. Son apogée est proche de 40 000 km et son périgée proche de 1 000 km. Un satellite placé sur cette orbite passe la plupart de son temps au-dessus de la zone d'activité utile pour laquelle il a été conçu, un phénomène appelé angle de saturation d'apogée. Par rapport à une orbite géostationnaire, l'orbite de Molnia présente l'avantage de pouvoir couvrir les latitudes hautes en choisissant une inclinaison orbitale appropriée. Cependant, à chaque orbite, le satellite traverse les ceintures de Van Allen, nocives pour son électronique. La couverture n'est de plus pas permanente, ce qui impose la mise en orbite d'au moins deux satellites pour couvrir une zone donnée. Les orbites de Molnia ne sont pas limitées aux orbites terrestres mais peuvent être appliquées à tout astre pour lequel les variations séculaires de la longitude du nœud ascendant et de l'argument du périgée induites par l'aplatissement de l'astre ont des effets dominants sur le satellite.
L'orbite de Molnia doit son nom à la série de satellites de communication soviétiques Molnia qui utilise ce type d'orbite depuis le milieu des années 1960. Pour placer ces satellites sur cette orbite haute, les Soviétiques développèrent une version de la R-7 Semiorka dotée d'un troisième étage (bloc L), qui sera par la suite désignée sous l'appellation Molnia. Elle deviendra le lanceur exclusif des satellites circulant sur cette orbite.

## Caractéristiques
Pour avoir un apogée dont la position apparente dans le ciel se répète d'une orbite à l'autre, la période orbitale doit diviser 24 heures de façon paire. Une période de 12 heures donne donc deux apogées et deux périgées, une période de 6 heures en donnerait quatre de chaque type.
Une inclinaison importante permet à l'apogée d'être proche de l'un des pôles Nord ou Sud, là où la couverture d'un satellite géostationnaire est la plus mauvaise, voire nulle. Les russes, canadiens et suédois utilisent ces orbites à proximité du pôle Nord.

### Inclinaison
L'aplatissement du globe terrestre perturbe l'argument du périgée des objets qui le survolent. Ainsi, l'apogée d'un satellite situé dans l'hémisphère Nord va progressivement se déplacer, à moins que la trajectoire ne soit régulièrement corrigée à l'aide de ses propulseurs. C'est pour éviter cette dépense supplémentaire en carburant que l'orbite de Molnia utilise une inclinaison de 63,4°, inclinaison pour laquelle ces perturbations sont nulles.

## Utilisation
Pour les télécommunications, l'orbite de Molnia permet une couverture 24 heures sur 24 des régions polaires avec une constellation de trois satellites. Le premier satellite lancé sur cette orbite fut le Molnia 1-01, lancé le 21 août 1965.
Des satellites américains utilisent aussi ce genre d'orbite, notamment le réseau Satellite Data System et la constellation de Sirius Satellite Radio. Selon certaines sources, le système soviétique FOBS anti-missile fonctionnait en imitant un satellite standard voyageant sur une orbite de Molnia. Des satellites américains secrets d'espionnage appelés Jumpseat, et leurs successeurs appelés Trumpet utiliseraient également les orbites de Molnia.
L'orbite de Molnia ne peut pas être utilisée par des engins spatiaux habités, car elle franchit quatre fois par jour les zones de très hautes radiations de la Ceinture de Van Allen.

## Calcul de la dérive du périgée
Afin de s'assurer que la position de l'apogée dans le plan orbital ne soit pas influencée par des perturbations, une inclinaison de 63,4° a été choisie. Ceci résulte du calcul de l'argument du périgée de façon qu'il reste constant sur une longue période.
La dérive quotidienne de l'argument du périgée pour une orbite terrestre se calcule avec l'expression suivante :
{\displaystyle \Delta \omega _{jour}=4.98^{\circ }\left({\frac {R_{E}}{a}}\right)^{2}{\frac {5\cos ^{2}i-1}{\left({1-\varepsilon ^{2}}\right)^{2}}}}
avec :
- {\displaystyle R_{E}\,} est le rayon de la Terre,
- {\displaystyle a\,} est la longueur du demi-grand axe,
- {\displaystyle i\,} est l'inclinaison, et
- {\displaystyle \varepsilon \,} est l'excentricité orbitale.

Le membre de droite s'annule pour une inclinaison de 63,4° qui est la valeur retenue pour l'orbite Molnia. Le membre s'annule aussi pour une inclinaison de 116,6°, ce qui correspond à l'inclinaison de l'orbite rétrograde correspondante, c'est-à-dire à l'orbite ayant la même inclinaison par rapport à l'équateur mais tournant dans le sens opposé.

## Détails
Le nom de l'orbite de Molnia vient du nom russe pour « foudre ». Un satellite situé sur cette orbite passe relativement près de la Terre à son périgée, donc à une vitesse très élevée, de l'ordre de 10 km/s. Le satellite russe Molnia fut le premier envoyé dans l'espace sur une telle orbite, il a ainsi donné son nom à ce type d'orbite.